# Patrick Friesacher
Patrick Friesacher (Wolfsberg, 26 de setembro de 1980) é um automobilista austríaco. Disputou apenas uma temporada de Fórmula 1, em 2005, representando a equipe Minardi.

## Carreira

### Início
Friesacher começou a carreira no kart aos 10 anos, em 1990, e em 1994, tornou-se o primeiro piloto a ingressar no programa de jovens pilotos da Red Bull.
Em 1998, mudou-se para o campeonato francês de Fórmula Campus, onde terminou na terceira posição. No ano seguinte, vai para o campeonato francês de Fórmula 3 da classe B, antes de passar para a versão alemã da categoria em 2000.

### Fórmula 3000
Em 2001, Friesacher chegou à Fórmula 3000, pilotando para a equipe Red Bull Junior Team. Ele ficou na equipe ao longo dos próximos dois anos, ganhando uma corrida em Hungaroring em 2003, após se recuperar de um braço quebrado, em decorrência de um acidente em uma corrida na temporada anterior. Mais tarde, ele ingressou na Super Nova Racing. Em 2004, ele ganhou uma outra corrida (novamente na Hungria), desta vez pela equipe Coloni. Ao final do ano, deixou o programa de pilotos da Red Bull.

### Fórmula 1

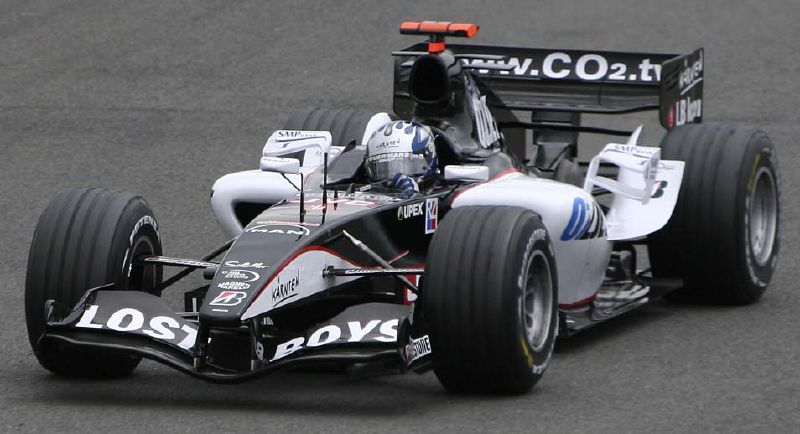
Friesacher no GP da Grã-Bretanha de 2005, último disputado por ele na Fórmula 1.

Seu primeiro contato com um F-1 em novembro de 2004, pela Minardi, e seu desempenho nos treinos realizados no circuito de Misano impressionou Paul Stoddart, dono da escuderia italiana. Em fevereiro de 2005, assinou um contrato de um ano, tendo como companheiro de time o também novato Christijan Albers, que assim como o austríaco, também veio da Fórmula 3000. Martin Brundle, comentarista da ITV, comentou que não sabia se Patrick parecia "um verdadeiro piloto de Fórmula 1".
O polêmico GP dos Estados Unidos foi o grande momento de Friesacher na F-1. Ele terminou em sexto (e último) lugar, pois apenas as equipes que corriam com pneus Bridgestone (Ferrari, Jordan e a própria Minardi) competiram, já que as demais equipes saíram devido a um problema com os pneus da Michelin, embora fizessem a volta de apresentação. Os 3 pontos obtidos no traçado misto de Indianápolis foram os únicos de Friesacher e os últimos da equipe de Faenza na categoria.
Em 19 de julho, foi anunciado que Friesacher perdeu sua vaga na Minardi, por falta de patrocínio. Ele foi substituído por outro holandês, Robert Doornbos, que disputou o resto da temporada. No final do ano, a equipe foi vendida para a Red Bull e virou a atual Scuderia Toro Rosso em 2006.

### A1GP
Ainda em 2006, Friesacher chegou à A1 Grand Prix, representando seu país natal no GP do México, se classificando em 18ª em sua primeira sessão. Ele termina as duas corridas em 10ª e 9ª, pontuando 3 vezes. Ele também foi piloto de teste do novo chassi da A1GP. Durante uma sessão de teste do circuito de Magny-Cours em agosto de 2008, Friesacher sofreu um acidente, tendo três vértebras levemente esmagadas.

### ALMS
No início de 2008, a equipe Risi Competizione, da American Le Mans Series, anunciou que Friesacher tinha sido contratado para co-dirigir o Ferrari F430. Em parceria com Harrison Brix, o austríaco estreou na série Acura Sports Car Challenge de São Petersburgo, um evento realizado em um curso na cidade, próxima a Miami, na Flórida. Ele perdeu parte da temporada devido aos ferimentos sofridos nos testes da A1 GP.